# یوکا آمریکایی
یوکا آمریکایی(نام علمی: Yucca rostrata) نام یک گونه از سرده یوکا است.